# Игор Ксионжик
Игор Ксионжик (на сръбски: Игор Ксионжик / Igor Ksionžik) е сръбски оперен певец, тенор, солист на операта на Сръбския народен театър в Нови Сад.

## Биография
Роден е в Скопие, СР Македония, СФР Югославия през 1963 година. Завършва Средното музикално училище „Коста Манойлович“ (Музичка школа „Коста Манојловић”) в Земун и Факултета по музикално изкуство (Факултет музичке уметности) на Университета по изкуство в Белград (Универзитет уметности у Београду).
От 1990 година е член на операта на Сръбския народен театър в Нови Сад, а от 1995 година е солист на операта. Играе в Печ (Унгария) ролята на Гастон в операта „Травиата“ в чест на Пласидо Доминго през юли 2017 година.

## Репертоар
- Франко Алфано: Възкресение - Казак, Шеф на станицата
- Исидор Баич: Княз Иво от Семберия - Кулин бег
- Самюъл Барбър: Партия бридж (Омнибус опера) – Бил
- Винченцо Белини: Норма – Флавио
- Жорж Бизе: Кармен – Данкайро
- Александър Бородин: Княз Игор – Овлур
- Джузепе Верди: Дон Карлос – Пратеник; Магбет - Малкълм; Набуко - Абдало; Риголето – Борса; Симоне Боканегра - капитан; Травиата – Гастон; Трубадур – Руиз, Пратеник
- Александра Вребалов: Милева – Мориц
- Деян Деспич: Поп Чира и поп Спира – Пера Тоцилов, селски кочияш
- Гаетано Доницети: Вива ла мама – Гулелмо, Импресарио; Лучия ди Ламермур - Нормано
- Зоран Юранич: Последното лятно цвете - първият мъж, диктор във вариете, млад мъж с Ямаха
- Имре Калман: Царицата на чардаша - Ференц Керекеш
- Мич Лий: Човекът от Ла Манча - свещеник
- Волфганг Амадеус Моцарт: Вълшебната флейта – Моностатос
- Карл Орф: Кармина Бурана – соло, тенор
- Джакомо Пучини: Бохеми – Беноа; Мадам Бътерфлай – Горо; Тоска – Сполета
- Николай Римски-Корсаков: Майска нощ - ракиджия
- Джоакино Росини: Севилският бръснар - Фиорело
- Петър Стоянович: Войводата от Райхщат - Седълницки
- Джоузеф Стейн и Джери Бок: Цигулар на покрива - Мотл
- Стеван Христич: Сутон - Сабо
- Пьотър Чайковски: Дама Пика – Цаплицки, церемониал-майстор
- Дмитрий Шостакович: Катарина Измайлова – Нихилист
- Йохан Щраус: Цигански барон – Отокар; Ябълката - Миша; Прилепът - Франк[1]